# なのはな (漫画)
『なのはな』は、萩尾望都による日本の短編漫画作品、および本作品を表題作とする短編集。
漫画雑誌『月刊フラワーズ』（小学館）2011年8月号に『ここではない★どこか』シリーズの1編として短編作品「なのはな」が掲載された。東日本大震災とそれによって引き起こされた福島第一原子力発電所事故を題材として、原発事故後のフクシマで生きる少女と、チェルノブイリの少女との交流を描いた作品である。
続編に『なのはな －幻想『銀河鉄道の夜』』がある。
2018年12月15日、本作と『なのはな －幻想『銀河鉄道の夜』』により、萩尾は第3回マンガ郷いわて特別賞を受賞した。

## 概要
本作は、東日本大震災と原発事故に向き合った作品としていち早く発表されたことから、各方面で話題を呼んだ。
地震と津波で多くの人の命が失われ、さらに福島で原子力発電所の事故が起こり大きなショックと不安に胸のザワザワ感が止まらなくなった萩尾は、しばらく何も手がつかなくなってしまった。そのとき、1986年のチェルノブイリ原子力発電所事故により放射性物質で汚染された土壌をきれいにするために菜の花や麦を植えているということを聞き、たくさんの菜の花が咲く話を描きたい、それが希望になればいいと思って描いたのが本作である。
本作の続編「なのはな －幻想『銀河鉄道の夜』」は、放射性物質を擬人化したSF3部作（「プルート夫人」「雨の夜 －ウラノス伯爵－」「サロメ20XX」）と合わせて本作を単行本化する際、主人公の少女の「その後」を、宮沢賢治の『銀河鉄道の夜』と『ひかりの素足』とのコラボで描き下ろした作品である。
2013年、上述の単行本『なのはな』および萩尾の全作品は、第12回センス・オブ・ジェンダー賞生涯功労賞を受賞した。
2018年、「なのはな」と「なのはな －幻想『銀河鉄道の夜』」により、震災からの復興と岩手県の文化振興に貢献したことが評価され、第3回マンガ郷いわて特別賞を受賞した。

## あらすじ

### なのはな
大好きだった祖母を津波で失った小学6年生のナホは、原発事故後のフクシマで不安と祖母を失った悲しみや喪失感を抱きながら暮らしている。そんなある日、チェルノブイリ原子力発電所事故後、土壌の汚染を除去するためにひまわりや菜の花、ライ麦などを植えているという話を聞く。その夜ナホは、チェルノブイリの写真で見た少女が、祖母が使っていた種まき器で菜の花の種を植えている夢を見る。

### なのはな －幻想『銀河鉄道の夜』
ジョバンニとカンパネルラとがふしぎな汽車に乗っていく『銀河鉄道の夜』を読んだナホは、兄の学（がく）と一緒に、現実混じりの「銀河鉄道」に乗っている夢を見る。そこで祖母と再会し、うれしさに涙を流すナホは、カンパネルラ駅でいったん下車したあと再び汽車に乗り遠くへ行こうとする祖母を必死に引きとめようとする。

## 主な登場人物
阿部 ナホ
「梅の村」に住んでいた。転居はしたものの、原発事故後もフクシマで暮らす少女。小学6年生。
阿部 学（がく）
ナホの兄。中学生。
ナホの父
仙台出身の入り婿。震災前は牛を飼っていた。
阿部 トミコ
ナホの母。仙台の大学に通い、そこでナホの父と知り合った。
じいちゃん
ナホの祖父。ばーちゃん（ナホの祖母）が死んだことを現実として受け入れておらず、いつか帰ってくるものと思い込んでいる。
阿部 スミヨ（ばーちゃん）
ナホの祖母。津波で流された。ナホの夢の中でチェルノブイリで暮らしている。
石田 音寿（おんじゅ）
「梅の村」出身のシンガー。地元でお祭りがあると聞いて、そこで「アララ」の歌を唄おうと戻ってきた。
藤川さん
ばーちゃんの友達。看護師。ウクライナやベラルーシの病院にいたことがあり、ナホにチェルノブイリで土壌の汚染を除去するために菜の花などの植物を植えている話をする。
チェルノブイリの少女
ナホの夢の中に現れる少女。

## 単行本
- 『萩尾望都作品集 なのはな』（小学館、FLOWER COMICS SPECIAL）　2012年3月12日初版発行　ISBN 978-4-09-179135-1

収載作品 「なのはな」、「プルート夫人」、「雨の夜 －ウラノス伯爵－」、「サロメ20XX」、「なのはな －幻想『銀河鉄道の夜』」
- 『新装版　萩尾望都作品集 なのはな』（小学館、FLOWER COMICS SPECIAL）　2016年3月15日初版発行　ISBN 978-4-09-138381-5

収載作品 「なのはな」、「プルート夫人」、「雨の夜 －ウラノス伯爵－」、「サロメ20XX」、「なのはな －幻想『銀河鉄道の夜』」、「福島ドライヴ」

## 舞台
男性だけの劇団Studio Life、倉田淳の脚本・演出により2019年舞台化。
- 2019年2月27日 - 3月10日 東京芸術劇場シアターウエスト（東京）
- 2019年4月12日 - 4月13日 ABCホール（大阪）

### キャスト
|                | К（クークラ）    | Ц（ツヴェート）  |
| -------------- | ---------------- | ---------------- |
| ナホ           | 松本慎也         | 関戸博一         |
| 学（ナホの兄） | 宇佐見輝         | 千葉健玖         |
| 父             | 船戸慎士         | 船戸慎士         |
| 母             | 仲原裕之         | 仲原裕之         |
| じーちゃん     | 倉本徹           | 倉本徹           |
| ばーちゃん     | 若林健吾         | 若林健吾         |
| 女の子         | 伊藤清之         | 松本慎也         |
| 先生           | 鈴木宏明         | 牛島祥太         |
| 生徒1          | 千葉健玖         | 宇佐見輝         |
| 生徒2          | 牛島祥太         | 鈴木宏明         |
| 藤川さん       | 藤原啓児         | 藤原啓児         |
| 石田 音寿      | 明石隼汰（客演） | 明石隼汰（客演） |

### スタッフ
- 原作 : 萩尾望都『なのはな』（小学館刊）
- 脚本・演出 : 倉田淳
- 舞台美術 : 乘峯雅寛
- 舞台監督 : 倉本徹
- 照明 : 日下靖順 (ASG)
- 音響 : 竹下亮 (OFFICE my on)
- 衣裳 : 竹内陽子
- ヘアメイク : MUU
- 映像 : 佐京充 (SPIN-OFF)
- 挿入歌作曲 : 明石隼汰
- 演出助手 : 宮本紗也加
- 制作 : Studio Life / 米田基
- 協力 : 小学館 / style office
- 助成（東京公演） : 文化庁文化芸術振興費補助金（舞台芸術創造活動活性化事業）、独立行政法人日本芸術文化振興会